# Ginástica artística nos Jogos Sul-Americanos de 2006 - Feminino
Os resultados femininos da ginástica artística nos Jogos Sul-Americanos de 2006 contaram com todas as provas coletiva e individuais.

## Resultados

### Individual geral
Finais
| Pos. | País      | Ginasta           | Pontos |
| ---- | --------- | ----------------- | ------ |
|      | Brasil    | Jade Barbosa      | 59,967 |
|      | Brasil    | Ethiene Franco    | 56,600 |
|      | Brasil    | Khiuani Dias      | 55,800 |
| 4    | Brasil    | Milena Miranda    | 55,350 |
| 5    | Argentina | Florencia Deluzio | 55,117 |
| 6    | Colômbia  | Jessica Gil       | 55,000 |
| 7    | Colômbia  | Maria Velez       | 54,300 |
| 8    | Colômbia  | Nathalia Sanchez  | 53,717 |
| 9    | Argentina | Melisa Gonsalez   | 53,267 |
| 10   | Argentina | María Poliandri   | 52,350 |
| 11   | Venezuela | Johanny Sotillo   | 51,850 |
| 12   | Argentina | Florencia Salomon | 51,750 |
| 13   | Venezuela | Ivet Rojas        | 51,333 |
| 14   | Colômbia  | Catalina Escobar  | 51,234 |
| 15   | Venezuela | Fanny Briceno     | 50,867 |
| 16   | Chile     | Simona Castro     | 50,433 |
| 17   | Venezuela | Maciel Pena       | 50,217 |
| 18   | Chile     | Martina Castro    | 50,067 |
| 19   | Chile     | Daisy Pinto       | 49,634 |
| 20   | Chile     | Melany Cabrera    | 49,416 |
| 21   | Peru      | Romina Montes     | 48,166 |
| 22   | Bolívia   | Milenka Gutierrez | 48,117 |
| 23   | Chile     | Carolina Alarcon  | 47,800 |
| 24   | Peru      | Andrea Camino     | 47,350 |

| Pos. | País      | Ginasta           | Pts    |
| ---- | --------- | ----------------- | ------ |
|      | Brasil    | Jade Barbosa      | 15,175 |
|      | Brasil    | Ethiene Franco    | 14,450 |
|      | Argentina | Florencia Deluzio | 14,025 |
| 4    | Colômbia  | Jessica Ortiz     | 13,875 |
| 5    | Venezuela | Ivet Rojas        | 13,500 |
| 6    | Colômbia  | Bibiana Velez     | 12,975 |
| 7    | Chile     | Martina Castro    | 12,425 |
| 8    | Argentina | Melisa Gonsalez   | 11,825 |

| Pos. | País      | Ginasta             | Pts    |
| ---- | --------- | ------------------- | ------ |
|      | Brasil    | Jade Barbosa        | 15,050 |
|      | Brasil    | Ethiene Franco      | 14,800 |
|      | Colômbia  | Nathalia Sanchez    | 14,050 |
| 4    | Colômbia  | Jessica Gil         | 13,925 |
| 5    | Argentina | Florencia Deluzio   | 13,775 |
| 6    | Argentina | Samanta Domeneghini | 13,500 |
| 7    | Chile     | Melany Cabrera      | 13,150 |
| 8    | Venezuela | Johanny Sotillo     | 12,350 |

| Pos. | País      | Ginasta           | Pts    |
| ---- | --------- | ----------------- | ------ |
|      | Argentina | Florencia Deluzio | 13,700 |
|      | Brasil    | Ana Cláudia Silva | 13,400 |
|      | Colômbia  | Bibiana Velez     | 12,825 |
| 4    | Colômbia  | Jessica Gil       | 12,625 |
| 4    | Venezuela | Johanny Sotillo   | 11,125 |
| 6    | Brasil    | Khiuani Dias      | 10,750 |
| 7    | Argentina | María Poliandri   | 10,500 |
| 8    | Bolívia   | Milenka Gutierrez | 8,025  |

| Pos. | País      | Ginasta          | Pts    |
| ---- | --------- | ---------------- | ------ |
|      | Brasil    | Jade Barbosa     | 14,688 |
|      | Brasil    | Milena Miranda   | 13,900 |
|      | Colômbia  | Jessica Gil      | 13,738 |
| 4    | Colômbia  | Bibiana Velez    | 13,575 |
| 5    | Argentina | Ayelen Tarabini  | 13,438 |
| 6    | Chile     | Daisy Pinto      | 13,400 |
| 7    | Chile     | Martina Castro   | 13,288 |
| 8    | Venezuela | Ariadne Adrianza | 6,713  |

### Equipes
Finais
| Posição | País      | Ginastas                                                                                           | Total   |
| ------- | --------- | -------------------------------------------------------------------------------------------------- | ------- |
|         | Brasil    | Jade Barbosa Ethiene Franco Khiuani Dias Milena Miranha Ana Cláudia Silva Thamires Araujo          | 228,417 |
|         | Argentina | Virgina Deluzio Aylen Gonzalez María Poliandri Florencia Salomon Nadir Domeneghini Ayelen Tarabini | 215,518 |
|         | Colômbia  | Jessica Gil Bibiana Velez Nathalia Sanchez Catalina Escobar                                        | 214,251 |
| 4       | Venezuela | Johanny Sotillo Ivet Rojas Fanny Briceno Maciel Pena Ariadne Adrianza Yarimar Medina               | 206,817 |
| 5       | Chile     | Simona Castro Martina Castro Daisy Pinto Melany Cabrera Carolina Alarcon                           | 201,850 |
| 6       | Bolívia   | Milenka Gutierrez Karlemy Acosta Marioly Ari                                                       | 131,399 |
| 7       | Peru      | Romina Montes Andrea Camino                                                                        | 95,516  |